# Springfield (Florida)
Springfield város az USA Florida államában Bay megyében. Lakosainak száma 8075 fő (2020. április 1.).

## Népesség
A település népességének változása:

| 2010 | 8 903 |
| 2020 | 8 075 |